# Parque Roberto Burle Marx
O Parque Ecológico Roberto Burle Marx, também conhecido como Parque das Águas, está localizado no bairro Flávio Marques Lisboa, na região do Barreiro de Cima, em Belo Horizonte, no estado de Minas Gerais. Constituído por uma área de 176 mil metros quadrados, está inserido no complexo ecológico da Serra do Rola Moça, divisa da Serra do Curral, e pertence à bacia do rio das Velhas. Foi inaugurado em 1994.
Em sua extensão possui várias nascentes de água, como o córrego do Clemente, que é um dos afluentes do ribeirão Arrudas e, consequentemente, pertence à macro bacia do rio São Francisco.
Sua vegetação é típica do cerrado, com formações de campo cerrado e com espécies nativas representativas de mata ciliar, como canelas, copaíbas, ingás, jatobás, além de mangueiras e eucaliptos.
A fauna do parque é formada por tucanos, pica-paus, sabiás, gaviões, sanhaços, garrinchas, corujas, saracuras, gambás e micos-estrela.
Também oferece uma quadra esportiva, um campo de futebol, várias praças, um mirante, um playground, nascentes, trilhas e um chafariz.
Construído em 1922 para ser casa de descanso do prefeito, já foi Clube de Trabalhadores e Cidade do Menor, e hoje é sede do Centro de Apoio Comunitário, que mantém atividades educativas, sociais e ambientais, muitas de iniciativa da própria comunidade.